# George Churchill (amiral)
Pour les articles homonymes, voir George Churchill.
George Churchill (1654–1710), est un officier de marine britannique des XVIIe et XVIIIe siècles. Il est le frère cadet de John Churchill, 1er duc de Marlborough.

## Biographie
Il entre dans la Royal Navy avec le grade de lieutenant et sert à bord du Delft (un navire capturé aux Hollandais) entre le 10 avril 1666 et le 19 juin 1666, pendant la deuxième guerre anglo-néerlandaise de 1665-1667. Pendant la troisième guerre anglo-néerlandaise (1672-1674), il sert - toujours comme lieutenant - à bord du HMS York puis, à partir du 28 août 1672 et jusqu'au 10 décembre 1673 à bord du HMS Fairfax. Enfin, à partir du 26 mars 1674, il est à bord du brûlot HMS Castle.
Dans les derniers mois de ce conflit, il sert comme lieutenant à bord du HMS Swan (un autre vaisseau capturé aux Hollandais) entre le 2 avril 1675 et jusqu'au 2 mai 1677. Le 10 avril 1678, il reçoit son premier commandement, celui du HMS Dartmouth, et prend son poste le 14 mai. Il commande le Dartmouth jusqu'au 6 septembre 1680. le 11 septembre 1680, il passe sur le HMS Falcon, et reçoit l'ordre d'escorter un convoi marchand à destination des Canaries. Il commande l' Falcon jusqu'au 25 avril 1684 ; et, le 26 septembre 1688, il reçoit le commandement du HMS Newcastle.
Il est difficile de croire que ces nominations concernaient le service actif. Si Churchill avait réellement servi, ou désiré servir, au combat, il y a peu de doute qu'avec l'influence de son frère ainé à la Cour, sa promotion aurait été beaucoup plus rapide. Convaincu par son frère, il est l'un des premiers officiers de la flotte à offrir ses services au prince d'Orange, et est peu de temps après nommé captain du HMS Windsor Castle, qu'il commande à la bataille du cap Béveziers, pendant la guerre de la Ligue d'Augsbourg. Avec désormais la possibilité de se distinguer au combat, il commande le HMS St Andrew à la bataille de Barfleur.
En 1693, Churchill quitte le service. Son retrait est alors généralement attribué à sa jalousie envers le captain Matthew Aylmer qui est promu au rang de flag officier à sa place, en réalité le fait que Churchill n'ait pas été promu tient à la disgrâce de la famille Churchill auprès du Roi, et de mauvaise volonté envers Russell, alors First Lord of the Admiralty, que Churchill soupçonnait d'influencer les décisions du Roi. En 1699, quand Russell, alors comte d'Orford, se retire de l'Amirauté, et que Marlborough s'était réconcilié avec le Roi, Churchill reçoit un siège au Conseil de l'Amirauté, qu'il occupe jusqu'en janvier 1701–2, date à laquelle le comte de Pembroke est nommé lord-grand-amiral.
Lors de l'accession au trône de la Reine Anne et de la nomination du prince George au poste de lord-grand-amiral, Churchill est nommé au Conseil de Sa Majesté royale (23 mai 1702). Ses intérêts suffisent à faire de lui un chef, et sa première décision est de se promouvoir lui-même au grade d'Admiral of the Blue, se plaçant ainsi hiérarchiquement au-dessus de son rival Aylmer, qui était alors Vice Admiral of the Red. À la même époque, pour justifier cette auto-promotion, et s'assurer de recevoir les appointements qui lui étaient liés, il place son pavillon pendant quelques jours à bord du HMS Triumph, à Portsmouth. Il se livrera à la même pratique l'année suivante. Son absence de commandement en mer importe peu alors, tant la famille Churchill gagne en influence à la Cour, et pendant les six années qui suivant Churchill gouvernera la marine, pendant que son frère, le duc de Marlborough, gouvernera la armée. Les plaintes concernant la mauvaise gestion de la marine sont alors fréquentes et gagnent en intensité. Ses détracteurs lui reprochent une protection insuffisante du commerce; et même les navires marchands organisés en convois, et escortés par des vaisseaux de guerre, étaient menacés. L'activité des corsaires français est alors florissante; et l'Amirauté britannique, avec à sa disposition des forces pourtant bien supérieures, ne parvient pourtant pas à enrayer ces attaques. Les exploits de Duguay-Trouin et de Forbin dans la Manche frappent les esprits outre-Manche, et font dire à Lord Haversham devant la Chambre des lords :
Quand la tentative d'invasion est lancée par le Prétendant en 1708, elle est écrasée, mais des voix s'élèvent à nouveau pour savoir si les vaisseaux de l'amiral Byng avaient été assez efficaces. Ces échecs à répétitions jettent le discrédit sur l'administration de la marine, dont le chef et véritable autocrate était Churchill. De plus, son frère le duc de Marlborough, commençait alors à voir son étoile pâlir. Churchill, en effet, semble avoir été ignorant, incapable, et autoritaire, et se rendait détestable auprès de tous ceux qui étaient en contact avec lui.
Il accumule à cette époque, une importante fortune, sans doute liée aux nombreux avantages liés à cette charge. À la mort du Prince George en octobre 1708, il se retire de l'Amirauté et s'installe dans une villa située à Windsor Park, où il prend soin d'une magnifique volière, jusqu'à sa mort, qui survient le 8 mai 1710. Il léguera cette dernière à le duc d'Ormonde et le comte de Torrington. Il ne se maria jamais, et la majeure partie de sa grande fortune revient à son fils naturel.
Il est membre du Parlement du parti Tory pour la circonscription de St Albans (1685–87 et 1689–1708), et au moment de sa mort, il siège pour la circonscription de Portsmouth. Son portrait, par Sir Godfrey Kneller, est exposé au National Maritime Museum de Greenwich, ayant été auparavant exposé à la Naval Gallery (dans le Painted Hall) sur demande du roi George IV.

## Sources et bibliographie
- (en) Cet article est partiellement ou en totalité issu de l’article de Wikipédia en anglais intitulé « George Churchill (Royal Navy officer) » (voir la liste des auteurs).
- (en) John Charnock, Biographia Navalis, Volume Two (Londres, 1795)
- (en) A. L. Rowse, The Early Churchills: an English Family (New York, 1958)
- (en) J. K. Laughton, Churchill, George (1654–1710), Admiral, sur le Dictionary of National Biography, 1887